# 侨园镇
侨园镇，是中华人民共和国广东省揭阳市下辖的一个县级管理区。其前身为1960年创立的大南山华侨农场，位于惠来县境内，1995年3月设为县级管理区。2021年1月8日，将大南山华侨农场改制设立侨园镇。

## 行政区划
侨园镇下辖以下地区：
桃园街道侨东社区、桃园街道侨南社区、龙湖街道侨西社区、龙湖街道侨新社区、桃园街道桃园村、桃园街道连城村、桃园街道石洲村、桃园街道新厝埕村、桃园街道谢湖村、龙湖街道银坑村、龙湖街道西坑村、龙湖街道陂乌村、龙湖街道蕉布村、龙湖街道深土村、龙湖街道詹厝葛村、龙湖街道华洋村、龙湖街道岭后村和龙湖街道榕树头村。